# Ledabrücke Amdorf
Die Ledabrücke Amdorf ist eine Straßenbrücke bei Amdorf im Landkreis Leer. Die Fachwerkbogenbrücke wurde 1955/56 gebaut. Sie ersetzte eine seit 1886 bestehende Fährverbindung über die Leda und gilt als schmalste Autobrücke Deutschlands.

## Geschichte
Nach Verhandlungen im Mai 1886 wurde bei Amdorf-Stintrick eine private Fährverbindung mit einem Ruderboot eingerichtet, um eine regelmäßig Verbindung nach Amdorf und Neuburg herzustellen. Die Betreiber der Fährverbindung klagten in den folgenden Jahrzehnten immer wieder über den nicht kostendeckenden Betrieb und mussten jeweils bezuschusst werden, um die Fährverbindung aufrechtzuerhalten. Im Juni 1951 wurde der Fährbetrieb letztmals vergeben, der Fährbetreiber Anton Schöneboom kündigte jedoch schon im April des darauf folgenden Jahres, ohne dass danach ein neuer Betreiber gefunden werden konnte.
Zunächst wurde der Bau eines Laufstegs beschlossen, um den auf der Nettelburger Flussseite wohnenden Gemeindemitgliedern aus Tammingaburg, Stintrick, Schmerige Hörn und Critzhörn den Besuch der Amdorfer Kirche zu ermöglichen. Etwas später entschied sich der Gemeinderat jedoch für den Bau einer Brücke, die außer durch Fußgänger auch von Krankenwagen, Feuerwehrwagen und für den Transport des Viehs genutzt werden könnte. Die Fertigstellung des 1955 begonnenen Neubaus war zunächst für den 31. März 1956 vorgesehen, sie verschob sich aber aufgrund des strengen Winters während der Bauzeit. Am 6. Juni 1956 wurde die Brücke vom Regierungspräsidenten Hamann für den Verkehr freigegeben.
Zuletzt wurde das Bauwerk im Jahr 2011 saniert. Im Zuge der Arbeiten wurde die aus Holz gefertigte alte Fahrbahn durch eine Gitterrostkonstruktion ersetzt und eine Haltebucht für Fahrradfahrer angelegt.